# Route 15 (Nouveau-Brunswick)
Pour les articles homonymes, voir Route 15.

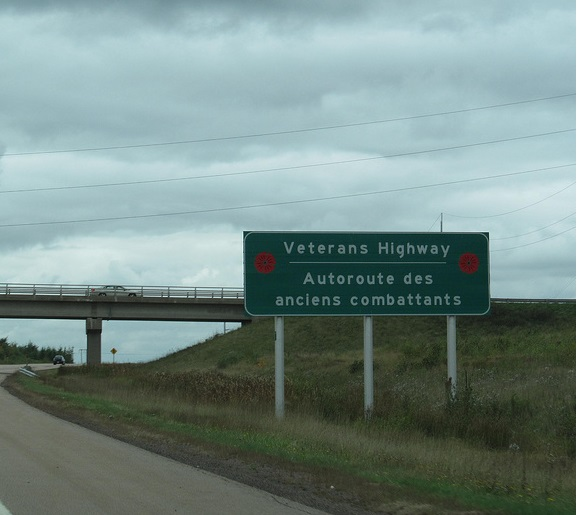
Tronçon de la route 15 dénommé "Autoroute des anciens combattants".

La route 15 relie Moncton à Port Elgin via Shédiac sur une longueur de 79 km (49,1 mi). Elle est nommée, entre Moncton et Shédiac, comme « Autoroute des Anciens combattants » et « Boulevard Wheeler » pour la section de Moncton qui se termine sur la route 106.
Toutes les sections ont le statut d'autoroute mise à part la section à l'est de Cap-Pelé.

## Description du tracé

### Boulevard Wheeler
De la route 106 à Moncton, jusqu'à Dieppe, la route 15 est connue sous le nom de Boulevard Wheeler. Ce boulevard est principalement une autoroute à accès limité. Elle traverse les secteurs en périphérie de la ville de Moncton et la section des chemins Mountain-Mapleton, un axe commercial important.
La route 15 passe ensuite au centre d'un marais et aboutit devant l'Université de Moncton. En traversant l'université, le boulevard se termine sur un carrefour giratoire qui donne accès à la route 106 (rue Main). Après ce carrefour giratoire, la route 15 reprend le statut d'autoroute et se dirige vers l'est en quittant la ville. Elle rencontre la route 2 et la route 11 près de l'Aéroport international Roméo-LeBlanc. Elle débute un multiplex avec la route 11 jusqu'à Shédiac.

### Autoroute des Anciens combattants
L'autoroute des Anciens combattants traverse une zone principalement boisée entre Dieppe et Shédiac. Il s'agit d'une autoroute à quatre voies jusqu'à Shédiac, en multiplex avec la route 11.

### Shédiac à Cap-Pelé
Après Shédiac, l'autoroute se réduit à deux voies en demeurant toutefois à accès limité jusqu'à l'extrémité est de la municipalité de Cap-Pelé.

### Cap-Pelé à Port Elgin
Dans cette section, la route devient rurale et perd son statut d'autoroute. Des maisons et des fermes sont présentes le long de cette section et celle-ci compte désormais des intersections à niveau. Elle se termine à Port Elgin à un carrefour giratoire donnant accès à la route 16 et à la route 970.

## Histoire
Avant 1970, la route 15 n'existait que de Shédiac à Port Elgin en suivant le tracé de l'actuelle route 133. Par la suite, elle fut prolongée pour créer le tronçon entre Shédiac et Moncton, soit l'autoroute des Anciens combattants. Elle devint ainsi la première autoroute rurale de la province. Dans les années 1970, la construction du Boulevard Wheeler débuta. Celui-ci fut achevé en 1989. La voie d'évitement de Shédiac apparaît dans les années 1990 et, en 1998, celle de Cap-Pelé est ouverte.

## Intersections majeures
| Comté                                     | Ville                 | km                                        | Sortie | Destinations | Notes |
| ----------------------------------------- | --------------------- | ----------------------------------------- | ------ | --- | --- |
| Westmorland                               | Moncton               | 0,00                                      |        | NB-106 (Chemin Salisbury / Rue Main) – Centre-ville, Salisbury NB-114 ouest (Boulevard Causeway) – Riverview, Parc national de Fundy | Carrefour giratoire; terminus est de la NB-114                                                            |
| Westmorland                               | Moncton               | 0,30                                      | 0      | Boulevard Baig | Intersection à niveau; pas d'accès depuis le Boulevard Baig vers la NB-15 est                             |
| Westmorland                               | Moncton               | Terminus ouest de la section autoroutière |        | | |
| Westmorland                               | Moncton               | 1,40                                      | 1      | Boulevard Saint-George | Indiqué sortie 1A (est) et 1B (ouest)                                                                     |
| Westmorland                               | Moncton               | 3,00                                      | 3      | NB-128 (Promenade Killam) vers NB-2 ouest – Fredericton, Saint-Jean                                                                  | |
| Westmorland                               | Moncton               | 5,40                                      | 5      | NB-126 (Chemin Mountain) – Côte magnétique                                                                                           | Pas d'accès direct depuis NB-15 ouest vers NB-126 sud                                                     |
| Westmorland                               | Moncton               | 6,10                                      | 6      | Chemin Mapleton | Pas d'accès vers NB-15 ouest                                                                              |
| Westmorland                               | Moncton               | 9,00                                      | 7      | Avenue Morton / Avenue Connaught – Université de Moncton                                                                             | |
| Westmorland                               | Moncton               | 9,90                                      | 8      | Avenue de l'Université – Université de Moncton                                                                                       | |
| Westmorland                               | Moncton               | Terminus est de la section autoroutière   |        | | |
| Westmorland                               | Moncton               | 10,60                                     |        | NB-134 (Chemin Lewisville / Rue Botsford)                                                                                            | |
| Westmorland                               | Limite Moncton–Dieppe | 11,30                                     |        | NB-106 (Rue Main) vers NB-134 – Dieppe                                                                                               | Carrefour giratoire                                                                                       |
| Westmorland                               | Limite Moncton–Dieppe | Terminus ouest de la section autoroutière |        | | |
| Westmorland                               | Limite Moncton–Dieppe | 12,20                                     | 10     | Rue Paul | |
| Westmorland                               | Limite Moncton–Dieppe | 14,50                                     | 14     | Rue Industrielle | Sortie direction est seulement                                                                            |
| Westmorland                               | Limite Moncton–Dieppe | 16,30                                     | 16     | Boulevard Harrisville / Boulevard Dieppe vers NB-132 – Fret aérien                                                                   | |
| Westmorland                               | Limite Moncton–Dieppe | 18,00                                     | 17     | Aéroport international Roméo-LeBlanc                                                                                                 | Direction est seulement                                                                                   |
| Westmorland                               | Limite Moncton–Dieppe | 19,40                                     | 19     | NB-2 / terminus sud de la NB-11 – Sackville, Nouvelle-Écosse, Saint-Jean, Fredericton                                                | Terminus ouest du multiplex avec la NB-11; indiqué sortie 19A (est) et 19B (ouest); sortie 467 de la NB-2 |
| Westmorland                               | Scoudouc              | 26,70                                     | 26     | Promenade Industrielle | |
| Westmorland                               | Shédiac               | 31,00                                     | —      | NB-11 nord – Shédiac, Parc national de Kouchibouguac, Miramichi                                                                      | Terminus est du multiplex avec la NB-11; sortie direction est, entrée direction ouest                     |
| Westmorland                               | Shédiac               | 32,20                                     | 31     | NB-132 vers NB-11 nord / NB-133 – Scoudouc, Shédiac, Parc national de Kouchibouguac, Miramichi                                       | Accès à la NB-11 nord depuis NB-15 ouest                                                                  |
| Westmorland                               | Shédiac               | 37,60                                     | 37     | NB-140 nord – Shédiac, Parlee Beach                                                                                                  | Terminus sud de la NB-140                                                                                 |
| Westmorland                               | Grand-Barachois       | 43,40                                     | 43     | NB-933 vers NB-133 – Haute-Aboujagane, Grand-Barachois                                                                               | |
| Westmorland                               | Robichaud             | 46,00                                     | 46     | Vers NB-133 – Cormier-Village, Grand-Barachois                                                                                       | |
| Westmorland                               | Cap-Pelé              | 52,60                                     | 53     | NB-950 vers NB-133 / NB-945 – Cap-Pelé, Saint-André-LeBlanc                                                                          | |
| Westmorland                               | Cap-Pelé              | Terminus est de la section autoroutière   |        | | |
| Westmorland                               | Cap-Pelé              | 57,10                                     |        | NB-133 ouest (Chemin Acadie) | Terminus est de la NB-133                                                                                 |
| Westmorland                               | Shemogue              | 64,20                                     |        | NB-940 sud – Sackville | Terminus nord de la NB-940                                                                                |
| Westmorland                               | Shemogue              | 64,80                                     |        | NB-950 ouest – Petit-Cap | Terminus est de la NB-950                                                                                 |
| Westmorland                               | Mates Corner          | 69,00                                     |        | NB-955 est – Murray Corner | Terminus ouest de la NB-955                                                                               |
| Westmorland                               | Strait Shores         | 78,80                                     |        | NB-16 – Sackville, Amherst, Île-du-Prince-Édouard NB-970 sud – Port Elgin, Baie-Verte                                                | Terminus nord de la NB-970; carrefour giratoire; sortie 25 de la NB-16                                    |
| - Terminus de multiplex - Accès incomplet |                       |                                           |        | | |